# Bureau Veritas
Bureau Veritas là một công ty chuyên về thử nghiệm, kiểm tra và chứng nhận được thành lập vào năm 1828. Công ty hoạt động trong nhiều lĩnh vực khác nhau, bao gồm Xây dựng & Cơ sở hạ tầng (27% doanh thu), Nông sản & Hàng hóa (23% doanh thu), Hàng hải & Ngoài khơi (7 % doanh thu), Công nghiệp (22% doanh thu), Chứng nhận (7% doanh thu) và Sản phẩm tiêu dùng (14% doanh thu).
Bureau Veritas có mặt tại 140 quốc gia thông qua mạng lưới hơn 1.500 văn phòng và phòng thí nghiệm, cùng hơn 78.000 nhân viên. Bureau Veritas tạo ra doanh thu 5,1 tỷ euro vào năm 2019. Didier Michaud-Daniel là Giám đốc điều hành của Bureau Veritas từ tháng 3 năm 2012.

## Lịch sử
Bureau Veritas được thành lập tại Antwerp, Bỉ vào năm 1828. Ban đầu có tên gọi là “Bureau de renseignements pour les assurances maritimes” (Văn phòng Thông tin về Bảo hiểm Hàng hải), sứ mệnh của nó là “xác lập sự thật và phơi bày mà không sợ hãi hay thiên vị”.
Bureau Veritas đã cung cấp cho các công ty bảo hiểm thông tin giúp họ đánh giá độ tin cậy của tàu và thiết bị cũng như đảm bảo việc bảo vệ con người và tài sản. Một năm sau khi thành lập, công ty lấy tên "Bureau Veritas" vào ngày 28 tháng 5 năm 1829.
Tháng 7 năm 1833, trụ sở chính chuyển đến Paris.

## Chiến lược công ty

### Kế hoạch chiến lược
Bắt đầu từ năm 2012, và dưới sự lãnh đạo của Didier Michaud-Daniel, Bureau Veritas đã mở rộng phạm vi hoạt động kinh doanh để đáp ứng với những thay đổi của thị trường, phát triển quan hệ đối tác với các công ty đa quốc gia, đẩy mạnh số hóa các quy trình kinh doanh, mở rộng quy mô toàn cầu và theo đuổi chính sách tăng trưởng bên ngoài bền vững.
Vào năm 2015, Bureau Veritas đã đưa ra một kế hoạch chiến lược để giúp Tập đoàn trở nên linh hoạt hơn và chống chịu tốt hơn với các biến động kinh tế vĩ mô (ví dụ: dầu, khí đốt, hàng hóa chính, hàng hải). Chiến lược này nhằm mục đích mở rộng hoạt động kinh doanh sang các lĩnh vực tăng trưởng cao, chẳng hạn như nông sản,, xây dựng và cơ sở hạ tầng, các đối tượng kết nối và ô tô. Việc đa dạng hóa các hoạt động của Bureau Veritas đi kèm với việc tái cấu trúc địa lý. Tập đoàn đã mở rộng sự hiện diện lịch sử của mình ở Pháp và Châu Âu, tự tổ chức lại thành ba khu vực chính: Châu Mỹ, Châu Âu / Châu Phi và Châu Á.

### Chiến lược kỹ thuật số
Bureau Veritas đang tận dụng những lợi ích của công nghệ mới trong ngành Thử nghiệm, Kiểm tra và Chứng nhận. Vào năm 2016, Bureau Veritas đã ký một thỏa thuận đối tác chiến lược với Dassault Systèmes, which allows Bureau Veritas to use their 3DEXPERIENCE cho phép Bureau Veritas sử dụng nền tảng kỹ thuật số 3DEXPERIENCE của họ để thực hiện đánh giá liên tục các con tàu, dàn khoan ngoài khơi và thiết bị trên tàu trong toàn bộ vòng đời.
Năm 2017, Bureau Veritas đã hợp tác chiến lược với Avitas Systems GE Venture, để khởi động một loạt các dịch vụ kiểm tra dựa trên phân tích dữ liệu dự đoán (tức là trí tuệ nhân tạo) cho tất cả các lĩnh vực công nghiệp.
Vào năm 2018, Tập đoàn đã ra mắt Origin, nhãn truy xuất nguồn gốc đầu tiên dựa trên công nghệ blockchain, cung cấp cho người tiêu dùng bằng chứng hoàn chỉnh, từ đầu đến cuối về hành trình của sản phẩm, từ nông trại đến bàn ăn (“Farm to Fork”).
Bureau Veritas đã hợp tác chiến lược với Microsoft vào năm 2019 để phát triển trí tuệ nhân tạo trong các phòng thí nghiệm thử nghiệm.

### Trách nhiệm xã hội của doanh nghiệp
Bằng cách đảm bảo rằng các quy định và tiêu chuẩn được tôn trọng, góp phần vào sự xuất hiện của các nhãn mới, xác minh chất lượng thông tin, thiết lập điểm chuẩn với các bên liên quan và lập bản đồ rủi ro dọc theo chuỗi giá trị, Bureau Veritas hỗ trợ khách hàng của mình trong nỗ lực đạt được tiến độ một cách có trách nhiệm.

### Sáp nhập
Tháng 1 năm 2015, Tập đoàn đã mở rộng hoạt động tại Trung Quốc. Bureau Veritas mua lại Shandong Chengxin, một công ty Trung Quốc chuyên cung cấp các dịch vụ hỗ trợ xây dựng cơ sở hạ tầng công nghiệp cho lĩnh vực năng lượng. Năm 2017, Trung Quốc trở thành thị trường lớn nhất của Tập đoàn cả về doanh thu và nhân viên. Vào tháng 4 năm 2019, Bureau Veritas mua lại Thâm Quyến Total-Test, một công ty thử nghiệm thực phẩm của Trung Quốc. Bureau Veritas đặt mục tiêu đạt doanh thu 1 tỷ euro tại Trung Quốc vào năm 2021.
Vào năm 2017, Bureau Veritas đã công bố việc mua lại các Giải pháp Tích hợp Chính tại Hoa Kỳ, do đó mở rộng hoạt động kinh doanh Xây dựng & Cơ sở hạ tầng sang các trung tâm dữ liệu. Vào tháng 3 năm 2018, Tập đoàn đã mở rộng sang lĩnh vực xây dựng tại Hoa Kỳ với việc mua lại EMG. Việc mở rộng này tiếp tục hơn nữa với việc mua lại Owen vào năm 2019, một nhà cung cấp các dịch vụ tuân thủ cho các tòa nhà và cơ sở hạ tầng.
Tại Châu Âu, Bureau Veritas đã mua lại Q Certificazioni,  một tổ chức chứng nhận thực phẩm hữu cơ của Ý, vào năm 2019. Cùng năm, với việc hợp nhất của Capital Energy tại Pháp,  Bureau Veritas đã mở rộng các dịch vụ tư vấn và hỗ trợ trong lĩnh vực chứng nhận hiệu quả năng lượng.